# Germano (nome)
Germano  è un nome proprio di persona italiano maschile.

## Varianti
- Alterati: Germanino[4]
- Femminili: Germana[1][3][4][6]

### Varianti in altre lingue
- Basco: Kerman[2][7]
  - Femminili: Kermane[7]
- Catalano: Germà[7]
  - Femminili: Germana[7]
- Francese: Germain[1][2][5]
  - Femminili: Germaine[1][6]
- Galiziano: Xermán[7], Xermao[7]
- Inglese: Jermaine[2][5], Jarman[5], Jermyn[5], Germain[5], German[5]
- Latino: Germanus[2][4]
  - Femminili: Germana[4][6]
- Portoghese: Germano[2][5]
- Russo: Герман (German)[2]
- Spagnolo: Germán[2][5][7]
  - Femminili: Germana[7]

## Origine e diffusione
Continua il cognomen romano, Germanus, poi divenuto nome personale; se da un lato esso può riprendere direttamente il termine latino germanus, che vuol dire fratello e per esteso "vero", "genuino", "reale" (da germen, "germoglio"), d'altro canto può anche costituire un etnico, col significato cioè di "appartenente al popolo dei Germani" (termine la cui origine è dibattuta).
È plausibile che entrambe le origini siano corrette: il nome latino, nella maggioranza delle sue prime attestazioni, era certamente di matrice etnica, mentre più tardi il senso di "fratello" divenne prevalente; questo avvenne specialmente tra i cristiani, fra i quali il nome richiamava la fratellanza nella fede in Cristo. In tal senso, Germanus venne usato anche per "tradurre" il nome di origine greca Adelfo (uno dei tanti con cui condivide il significato, come anche Bror e Veli).
Il culto di vari santi così chiamati tenne vivo l'uso del nome, che in Italia è moderatamente diffuso (anche se meno rispetto ai suoi equivalenti francesi, molto comuni oltralpe); nel Bel Paese è attestato principalmente al Nord.

## Onomastico

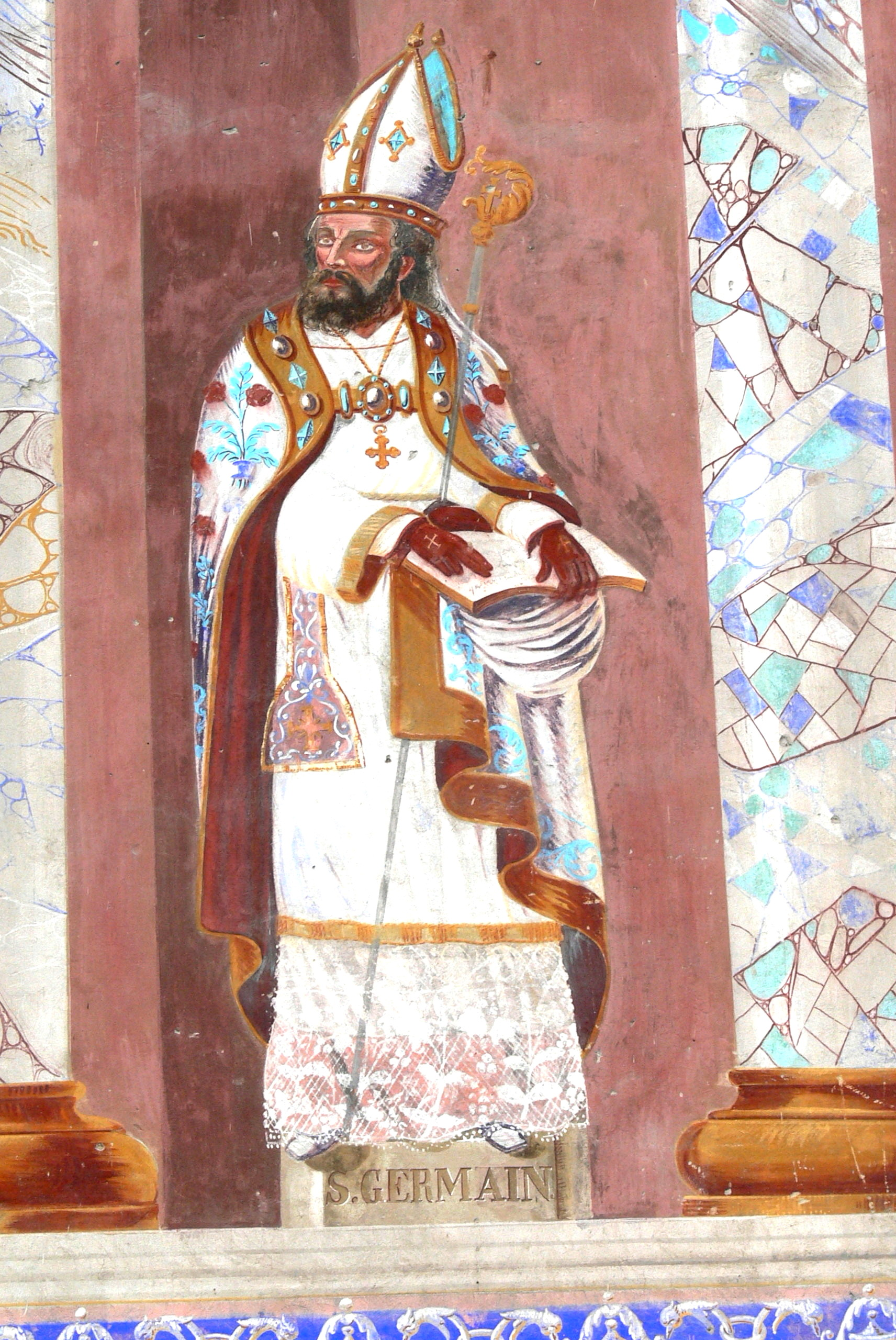
San Germano d'Auxerre in un affresco nella chiesa di San Leodegario ad Aymavilles (Valle d'Aosta)

L'onomastico si può festeggiare in memoria di vari santi, alle date seguenti:
- 21 febbraio, san Germano, abate presso Grandval e martire[9][10]
- 2 maggio, san Germano, martire a Roma[1]
- 12 maggio, san Germano I, patriarca di Costantinopoli[1][9]
- 28 maggio, san Germano, abate presso Autun e poi vescovo di Parigi[1][9][11]
- 3 luglio, san Germano, nipote di san Patrizio, vescovo di Man[9][11]
- 7 luglio, san Germano, martire a Durazzo[1]
- 31 luglio, san Germano, vescovo di Auxerre[1][9][11]
- 6 settembre, san Germano, vescovo e martire in Africa[1]
- 10 ottobre, san Germano, vescovo di Verona[9]
- 11 ottobre, san Germano, vescovo di Besançon[1]
- 23 ottobre, san Germano, martire con san Servando presso Cadice sotto Diocleziano[1][9]
- 28 ottobre, san Germano, abate presso Talloires[9][11]
- 30 ottobre, san Germano, vescovo di Capua[1][9]
- 3 novembre, san Germano, martire con i santi Teofilo e Cirillo a Cesarea di Cappadocia[1][9]
- 6 novembre, san Germano di Kazan' e Svijažsk, metropolita di Mosca[9]
- 13 novembre, san Germano, martire con altri compagni a Cesarea di Palestina[1][9]

Con la forma femminile si registrano invece le seguenti sant:
- 19 gennaio, santa Germana, martire in Numidia[1][12]
- 27 aprile, santa Germana, martire a Nicomedia[12]
- 15 giugno, santa Germana Cousin, vergine di Pibrac[1][12][13]
- 7 settembre, santa Grimonia o Germana, vergine e martire in Piccardia[12]

## Persone
- Germano, calciatore brasiliano

Germano

- Germano I, patriarca di Costantinopoli
- Germano Giustino, generale bizantino
- Germano De Biagi, politico e imprenditore sammarinese
- Germano De Cinque, politico italiano
- Germano Longo, attore, doppiatore e direttore del doppiaggio italiano
- Germano Mian, calciatore e allenatore di calcio italiano
- Germano Mosconi, giornalista e conduttore televisivo italiano
- Germano Nicolini, partigiano italiano

### Variante Germán

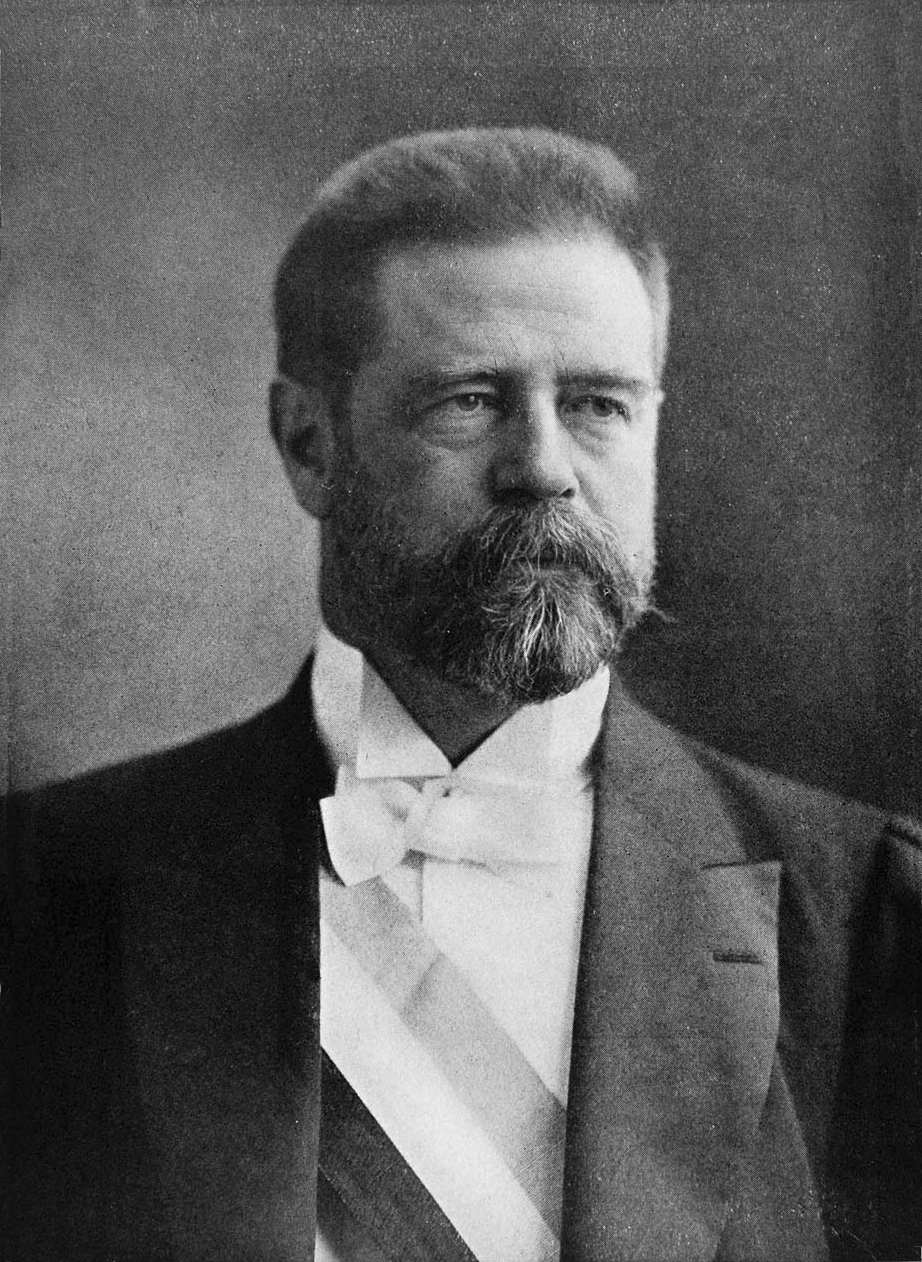
Germán Riesco

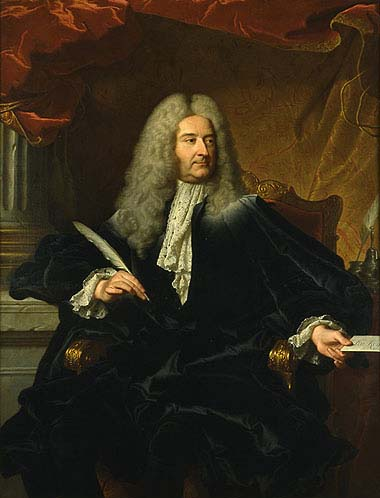
Germain Louis Chauvelin

- Germán Álvarez Algeciras, pittore spagnolo
- Germán Arciniegas, giornalista e storico colombiano
- Germán Burgos, calciatore argentino
- Germán Denis, calciatore argentino
- Germán Frers, architetto e velista argentino
- Germán Lauro, pesista e discobolo argentino
- Germán Lux, calciatore argentino
- Germán Pezzella, calciatore argentino
- Germán Riesco, magistrato, avvocato e politico cileno
- Germán Sánchez, tuffatore messicano
- Germán Scarone, cestista argentino naturalizzato italiano

### Variante Germain
- Germain Boffrand, architetto francese
- Germain Louis Chauvelin, politico francese
- Germain Derycke, ciclista su strada belga
- Germain Hess, chimico svizzero
- Germain Nouveau, poeta francese
- Germain Pilon, scultore francese
- Germain Sommeiller, ingegnere italiano

### Variante Jermaine

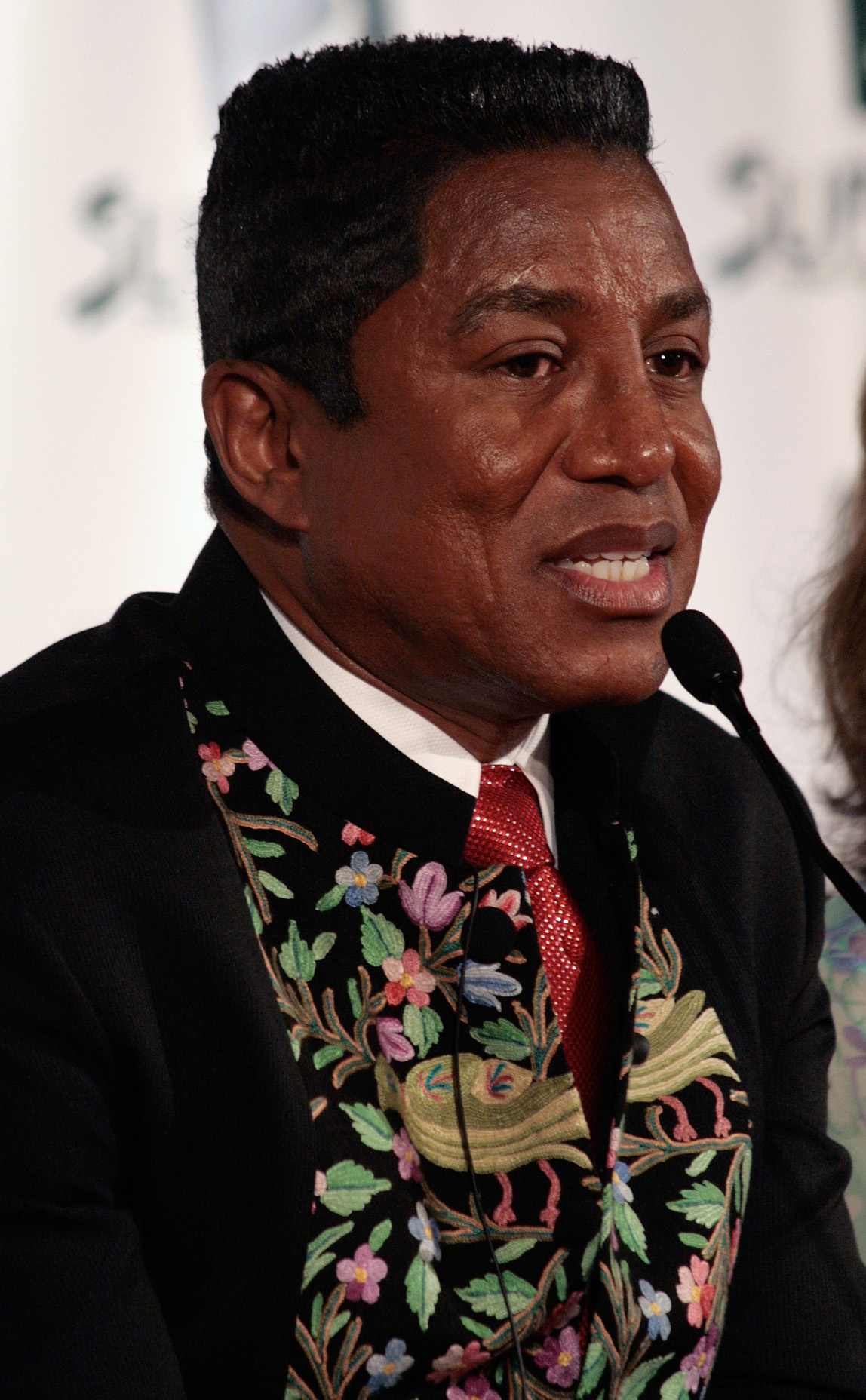
Jermaine Jackson

- Jermaine Beckford, calciatore britannico
- Jermaine Dupri, rapper e produttore discografico statunitense
- Jermaine Gresham, giocatore di football americano statunitense
- Jermaine Jackson, cantante, musicista, ballerino e compositore statunitense
- Jermaine Jenas, calciatore britannico
- Jermaine Kearse, giocatore di football americano statunitense
- Jermaine O'Neal, cestista statunitense
- Jermaine Pennant, calciatore britannico
- Jermaine Stewart, cantante statunitense

### Variante femminile Germana

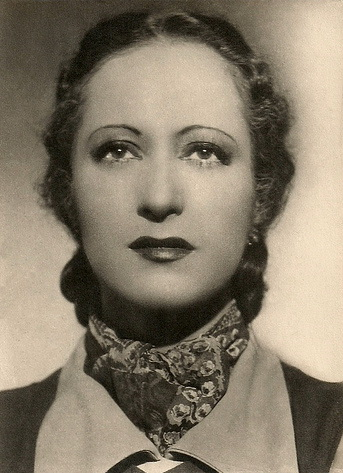
Germana Paolieri

- Germana Calderini, doppiatrice italiana
- Germana Cantarini, boccista italiana
- Germana Caroli, cantante italiana
- Germana Cousin, santa francese
- Germana de Foix, regina consorte d'Aragona
- Germana Dominici, attrice e doppiatrice italiana
- Germana Paolieri, attrice italiana
- Germana Pasquero, doppiatrice italiana

### Variante femminile Germaine

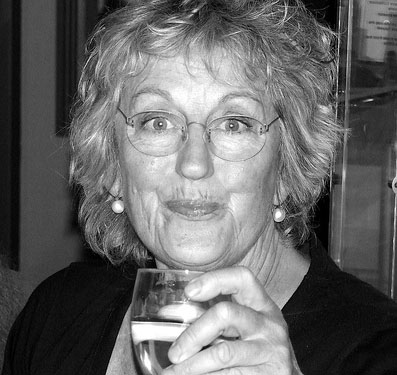
Germaine Greer

- Germaine Acremant, scrittrice francese
- Germaine Cellier, profumiera francese
- Germaine Dieterlen, antropologa francese
- Germaine Dulac, regista francese
- Germaine Greer, scrittrice e giornalista australiana
- Anne-Louise Germaine Necker, vero nome di Madame de Staël, scrittrice svizzera
- Germaine Tailleferre, compositrice francese
- Germaine Tillion, etnologa francese